# Down in the Groove
| Оценки критиков               | Оценки критиков |
| Источник                      | Оценка          |
| ----------------------------- | --------------- |
| AllMusic                      | [ 1 ]           |
| Robert Christgau              | C+              |
| Entertainment Weekly          | C+              |
| MusicHound                    | [ 4 ]           |
| Rolling Stone                 | [ 5 ]           |
| The Rolling Stone Album Guide | [ 6 ]           |

Down in the Groove (рус. «В глубокой яме») — двадцать пятый студийный альбом американского автора-исполнителя Боба Дилана. Выпущен в мае 1988 года на лейбле Columbia Records.

## Об альбоме
В большей степени созданный совместными усилиями, этот альбом Дилана, как и его предшественник, получил почти единодушно отрицательные отзывы. Он был выпущен в период, когда карьера певца испытывала резкий спад. Продажи были неутешительны, альбом не поднялся выше 61-й позиции в США и 32-й в Британии.

## Список композиций
1. «Let’s Stick Together» (Wilbert Harrison) — 3:09
2. «When Did You Leave Heaven?» (Walter Bullock, Richard Whiting) — 2:15
3. «Sally Sue Brown» (Arthur June Alexander, Earl Montgomery, Tom Stafford) — 2:29
4. «Death Is Not The End» (Bob Dylan) — 5:10
5. «Had a Dream About You, Baby» (Bob Dylan) — 2:53
6. «Ugliest Girl In The World» (Bob Dylan, Robert Hunter) — 3:32
7. «Silvio» (Bob Dylan, Robert Hunter) — 3:05
8. «Ninety Miles An Hour (Down A Dead End Street)» (Hal Blair, Don Robertson) — 2:56
9. «Shenandoah» (народная, аранжировка Боба Дилана) — 3:38
10. «Rank Strangers To Me» (Albert E. Brumley) — 2:57

## Участники записи
- Michael Baird — ударные
- Peggie Blu — бэк-вокал
- Alexandra Brown — бэк-вокал
- Эрик Клэптон — гитара
- Alan Clark — клавишные
- Carolyn Dennis — бэк-вокал
- Sly Dunbar — ударные
- Bob Dylan — гитара, гармоника, клавишные, вокальные партии
- Nathan East — бас-гитара
- Mitchell Froom — клавишные
- Full Force — бэк-вокал
- Jerry Garcia — вокальные партии
- Willie Green, Jr. — бэк-вокал
- Beau Hill — клавишные
- Рэнди Джексон — бас-гитара
- Coke Johnson — engineer
- Стив Джонс — гитара
- Steve Jordan — ударные
- Danny Kortchmar — гитара
- Bobby King — бэк-вокал
- Clydie King — бэк-вокал
- Larry Klein — бас-гитара
- Mike Kloster — ассистент звукоинженера
- Марк Нопфлер — гитара
- Jeff Musel Assistant — звуоинженер
- Brent Mydland — вокальные партии
- Jim Preziosi — ассистент звукоинженера
- Madelyn Quebec — клавишные, бэк-вокал
- Brian Saucy — ассистент звукоинженера
- Robbie Shakespeare — бас-гитара
- Stephen Shelton — ударные, клавишные, звукоинженер, микширование
- Пол Симонон — бас-гитара
- Henry Spinetti — ударные
- Bob Weir — вокальные партии
- Kip Winger — бас-гитара
- Ronnie Wood — бас-гитара